# Falciot de collar blanc
El falciot de collar blanc (Streptoprocne zonaris) és una espècie d'ocell de la família dels apòdids (Apodidae) que habita boscos i zones obertes, criant sobre penya-segats des de l'est de Mèxic, cap al sud, fins a Panamà, i des de Colòmbia, Veneçuela, illa de Trinitat, Cuba, Jamaica, la Hispaniola i Guaiana, cap al sud, a través de l'Equador fins a Perú, nord, est i sud-est de Bolívia, nord-oest de l'Argentina i oest i sud-est del Brasil.

## Descripció
El falciot de collar blanc és una espècie massiva i poderosa, de 20 a 22 cm de llargada i de 90 a 125 g de pes. És l'espècie més ràpida de la seva àrea de distribució, excepte al sud-oest de Mèxic, on pot coexistir amb el seu cosí una mica més gran, el falciot de clatell blanc, que és un dels dos més grans del món. El collar blanc té una envergadura de 45 a 55 cm (18 a 22 polzades). Té una cua molt lleugerament bifurcada, que sovint apareix quadrada. Els adults són negres, de color blau brillant a la part posterior i tenen un coll blanc, més ample i més apagat al pit que el coll posterior. Els ocells joves són més apagats que els adults i el coll és reduït o absent.

## Comportament i ecologia
Es tracta d’una espècie molt gregària, amb estols de 100 o més aus, i sovint en companyia d'altres espècies ràpides. Té un vol potent, ràpid i directe i ascendirà a les altes temperatures. Se sap que els colls de coll blanc aconsegueixen o superen velocitats de vol de 70 a 100 km / h (43 a 62 mph) malgrat la seva mida relativament gran. Aquest sorollós swift té un chee-yar cruent. trucada, que pot ser donada a cor per un ramat. Un estol també farà un so de "tristesa" quan les ales baten contra el vent.
El falciot de collar blanc s'alimenta en vol d’insectes voladors, com escarabats, abelles i formigues voladores. Aquesta espècie es reprodueix a l'abril a maig, a principis de l'estació humida en correspondència amb el nombre màxim de preses d'insectes. Construeix un niu de tassa a partir de fang, molsa i parts d'insectes terrestres regurgitats (la mateixa matèria que posteriorment s'alimenta als pollets). Cada niu mesura 120-170 mm de diàmetre amb una profunditat de 30-90 mm. Els nius es troben en cornises i racons al llarg de les parets de les coves. Posen dos ous i l'etapa de nidificació acaba quan les cries s'independitzen dels seus pares als 45-55 dies. A Mèxic, els seus únics depredadors verificats són els opossums de Virgínia, que ataquen i mengen les cries en nius, i els falcons pelegrins, que se sap que esperen a prop de les entrades de les colònies per atrapar els ocells quan surten per primera vegada.